# Susanne Rieß
Susanne Rieß (* 15. September 1961 in Mödling) ist eine ehemalige österreichische Politikerin (FPÖ). Rieß war von Juni 1993 bis November 1994 sowie von Mai 1998 bis Oktober 1999 Abgeordnete zum österreichischen Nationalrat.

## Werdegang
Susanne Rieß wurde am 15. September 1961 in der niederösterreichischen Stadt Mödling geboren. Sie besuchte die Pflichtschule und im Anschluss daran eine Höhere Bundeslehranstalt für wirtschaftliche Frauenberufe. Dort absolvierte sie im Jahr 1981 die Matura und begann anschließend ein nicht beendetes Studium an der Wirtschaftsuniversität Wien. Nach Praktika in diversen Banken trat Rieß 1989 als Assistentin der Geschäftsführung in den Familienbetrieb der Firma Loysch in Melk ein. Später übernahm sie die Geschäftsführung des Unternehmens carlo - Loysch GmbH.
Am 9. Juni 1993 folgte Susanne Rieß ihrem Parteikollegen Bernhard Gratzer auf das Nationalratsmandat im Landeswahlkreis Niederösterreich nach, als dieser in den Niederösterreichischen Landtag wechselte. Sie wurde in der Nationalratssitzung am 16. Juni 1993 erstmals als Abgeordnete angelobt und gehörte in der Folge in der XVIII. Legislaturperiode des Nationalrats als Mitglied dem Justizausschuss und dem Ausschuss für Petitionen und Bürgerinitiativen sowie als Ersatzmitglied dem Ausschuss für Arbeit und Soziales, dem Budgetausschuss, dem Gleichbehandlungsausschuss, dem Rechnungshofausschuss und dem Verkehrsausschuss an. Nach der Nationalratswahl 1994 schied Rieß wieder aus dem Nationalrat aus.
Am 25. Mai 1998 konnte Susanne Rieß abermals als Abgeordnete des Landeswahlkreis Niederösterreich in den Nationalrat zurückkehren. Sie rückte für ihren Parteikollegen Josef Trenk bis zur Nationalratswahl 1999 nach. In der kurzen Zeit, die sie während der XX. Legislaturperiode im Nationalrat verbrachte, war Rieß Mitglied des Ständigen Unterausschusses des Hauptausschusses sowie Ersatzmitglied des Ausschusses für Land- und Forstwirtschaft, des Budgetausschusses und des Finanzausschusses.
Im Jahr 2000 übernahm Susanne Rieß gemeinsam mit Julian und Friedrich Riess die Geschäftsführung des Unternehmens Riess Kelomat GmbH.